# Білокрилка теплична
Білокрилка теплична (Trialeurodes vaporariorum) — вид грудохоботних комах родини білокрилок (Aleyrodidae).

## Поширення
Батьківщиною виду, ймовірно, є Центральна Америка. Завдяки господарській діяльності людини завезений на всі континенти. Наприклад у Європу він був завезений приблизно у 1848 році. Вид поширився у багатьох теплих регіонах світу, а також трапляється в теплицях та оранжереях у холодних регіонах.

## Опис
Імаго досягають близько 1,5 міліметрів завдовжки. Вони мають світло-жовтувате тіло, яке, як і крила, що в стані спокою покривають черевце, вкрите білим восковим нальотом. Віск виділяється в залозі в черевній порожнині. Білі передні крила дуже великі, з розмахом крил 5 міліметрів і домінують у зовнішності тварин. Жилки крил сильно зменшені. Задні лапи мають потужні стрибучі м'язи.

## Спосіб життя

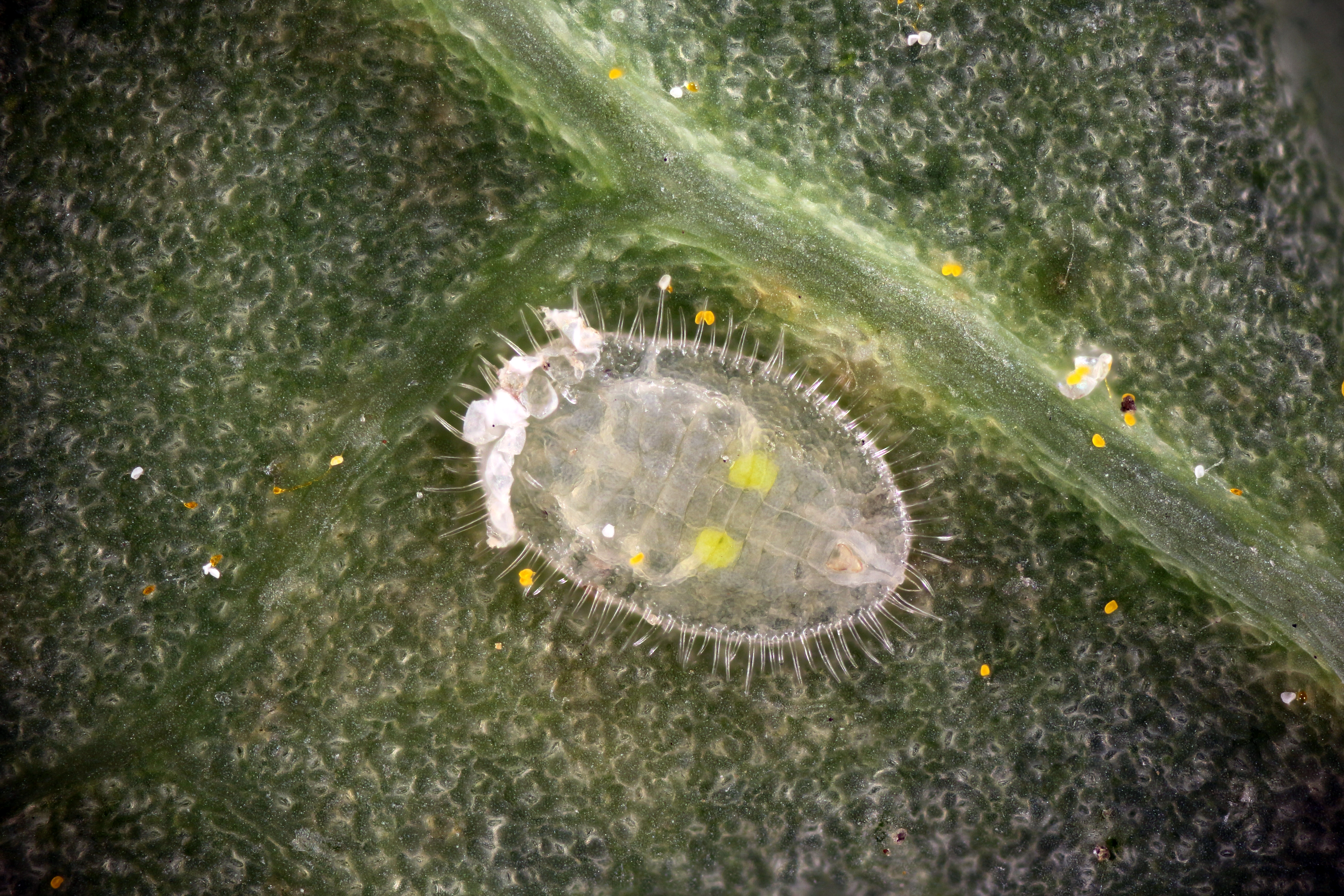
Личинка сфотографована за допомогою світлового мікроскопа

Рослини-господарі різноманітні. Комахи невибагливі і можуть харчуватися рослинами з 84 різних родин. Основними тепличними культурами, які уражаються цим шкідником, є помідори, баклажани та огірки, а також різноманітні декоративні рослини, зокрема пуансетія.
Самиці здатні спаровуватися менше ніж через 24 години після появи і найчастіше відкладають яйця на нижній стороні листя. Яйця мають блідо-жовтий колір, а перед вилупленням стають сірими. Новонароджені німфи є єдиною рухливою незрілою стадією життя. Під час першої та другої стадій німфа виглядає як блідо-жовта/напівпрозора плоска луска, яку важко розрізнити неозброєним оком. На четвертому личинковому етапі вони заляльковуються в овальному пупарії, який має п'ять пар горбистих воскових залоз, від яких відходять довгі воскові нитки, і воскові палички на верхній стороні. Дорослі особини прослизають через Т-подібну щілину у верхній частині пупарія. Розвиток сильно залежить від температури. При 16 °C тваринам потрібно близько двох місяців, при 24 °C нове покоління формується майже вдвічі швидше.

## Шкідливість
Усі життєві стадії, окрім яєць і лялечок, завдають шкоди врожаю шляхом прямого живлення. Комаха вставляє свій стилет у жилки листя та висмоктує соки з флоеми. Комаха виділяє падь, яка сама по собі може бути другим основним джерелом шкоди. Третя і потенційно найшкідливіша характеристика — це здатність дорослих особин передавати різні віруси рослин. Основними ураженими культурами є такі овочі, як гарбузи, картопля та помідори, хоча цілий ряд інших сільськогосподарських і некультурних рослин, включаючи види бур'янів, сприйнятливі, і тому можуть переносити інфекцію.